# Apostolischer Ablegat
Ein Apostolischer Ablegat war bis zum Zweiten Vatikanischen Konzil ein Abgesandter des Papstes für besondere Aufgaben. Der Ablegat überbrachte als päpstlicher Gesandter Auszeichnungen und Glückwünsche des Papstes. Kompetenzen waren mit solchen Aufgaben nicht verbunden.

## Aufgaben
Apostolische Ablegaten wurden vom Papst für besondere Aufträge an hochgestellte Persönlichkeiten des Adels und der Kirche bestellt. Sie suchten z. B. Herrscher auf, um ihnen die päpstlichen Glückwünsche bei der Geburt von Töchtern und Söhnen zu überreichen. Weiters hatten sie die Aufgabe, den neuen Kardinälen, die sich außerhalb Roms aufhielten, das rote Birett zu überbringen. Auch andere Ehrenzeichen wurden namens und im Auftrage des Papstes durch Apostolische Ablegaten überreicht. 